# Pachyerannis obliquaria
Pachyerannis obliquaria är en fjärilsart som beskrevs av Victor Ivanovitsch Motschulsky 1861. Pachyerannis obliquaria ingår i släktet Pachyerannis och familjen mätare. Inga underarter finns listade i Catalogue of Life.

## Bildgalleri

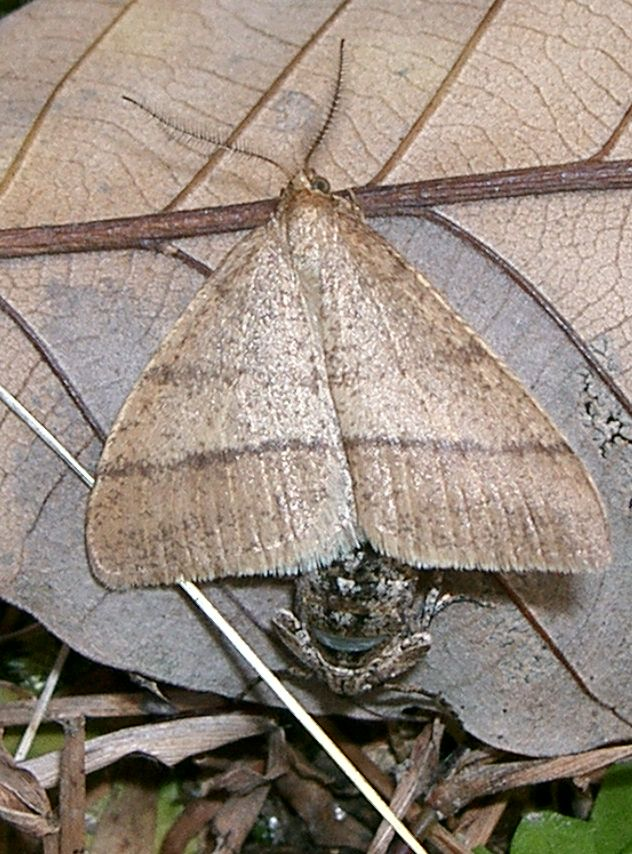